# Norican Global
Norican Global A/S eller Norican er en global dansk industrikoncern med hovedkvarter i Taastrup. Den blev etableret i 2008 ved en fusion mellem Wheelabrator og DISA. Norican Global har ca. 1.900 ansatte og omsætter for 500 mio. euro (2023) igennem datterselskaberne DISA, ItalPresseGauss, Monitizer Digital, Simpson, StrikoWestofen og Wheelabrator. Norican Global er ejet af kapitalfonden Altor Equity Partners.